# Loip
Das Loip war ein deutsches Volumenmaß in Wesel. Es war als Salzmaß in Gebrauch und betrug erst 180 Liter, später nur noch 177 Liter.
- 1 Loip = 16 Spint zu je 8 Kölner Quart

Im Jahr 1482 wurden die Maßbeziehungen geändert auf:
- 1 Loip = 21 Spint zu je 6 Kölner Quart